# Cyrix 6x86
Der Cyrix 6x86 ist ein Mikroprozessor mit 32-Bit-Architektur der 6. Generation, welcher von der Firma Cyrix entwickelt wurde.

## Technisches

Architektur des Cyrix 6x86 (M1).

Der Cyrix 6x86 (Codename: M1) ist eine superskalare, superpipelined x86-CPU, die Pin-kompatibel zum Intel Pentium ist und damit in den zum Vermarktungszeitraum gebräuchlichen Sockel 5-Hauptplatinen benutzt werden konnte. Der 6x86 war als P90+, P100+ (90 MHz), P120+ (100 MHz), P133+ (110 MHz), P150+ (120 MHz), P166+ (133 MHz) und P200+ (150 MHz) erhältlich. Wie bereits bei früheren CPUs von Cyrix wurde der 6x86 von den Fertigungspartnern IBM und STMicroelectronics auch unter deren Namen verkauft.
Der 6x86 besitzt viele Features und Design-Merkmale des Pentium Pro; seine Integer-Leistung ist der eines gleich getakteten Intel Pentium überlegen. Ein 6x86 mit 133 MHz ist im Integerbereich schneller als ein Intel Pentium 166. Deswegen wurde das sogenannte P-Rating (PR) benutzt, um die Geschwindigkeit der CPU zu spezifizieren. Die FPU-Leistung ist allerdings der des Intel Pentium unterlegen, was aber für viele der zum damaligen Zeitpunkt üblichen Anwendungen weniger relevant war. Die Überlegenheit der Integer-Performance und ein deutlich günstigerer Verkaufspreis als Intels Pentium-Reihe brachten Cyrix mit dem 6x86 einen beträchtlichen Marktanteil ein. Cyrix hatte den zweithöchsten Marktanteil im x86-Bereich, deutlich vor AMD.
Der 6x86 ist jedoch nicht immer unproblematisch: Neben der FPU-Schwäche bereiten unflexible Multiplikatoren, die auf x2 und x3 beschränkt sind, Probleme. Teilweise muss eine FSB-Taktrate genutzt werden, welche die Spezifikationen des PCI-Busses verletzt. Das führt bei vielen PCI-Karten zu Problemen. Außerdem erzeugen die CPUs – verglichen mit anderen zum damaligen Zeitpunkt üblichen Prozessoren – viel Abwärme. Cyrix konnte dieses Problem mit dem später eingeführten DualVoltage 6x86L etwas mildern.

## Modelldaten
- Codename: M1, M1L

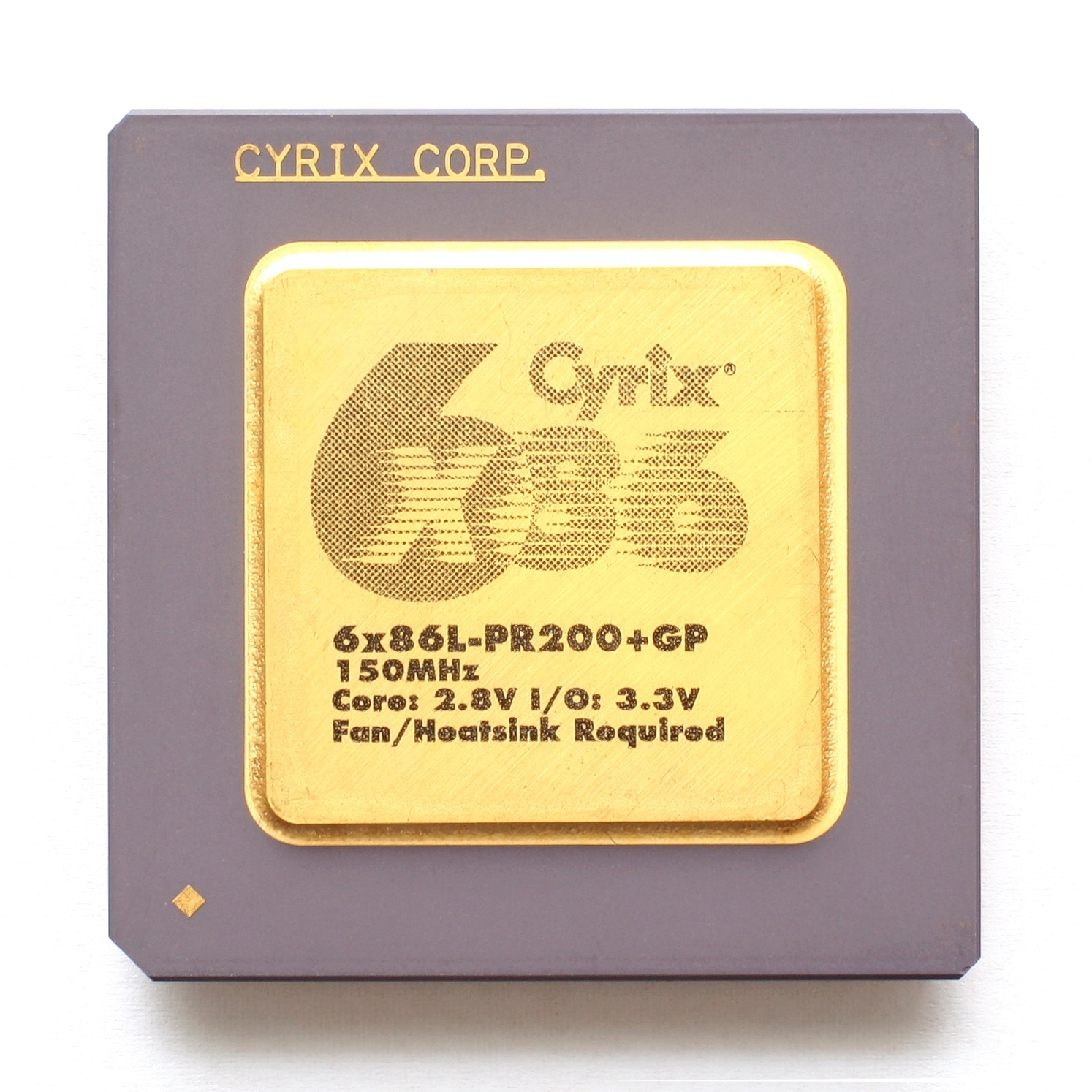
Der Cyrix 6x86L ist eine Low-Power-Variante des 6x86 mit weniger Abwärme.

- Verkauft als: Cyrix 6x86(L), IBM 6x86(L), ST 6x86(L)
- L1-Cache: 16 KiB (unified)
- L2-Cache: abhängig von verwendeter Hauptplatine bzw. Chipsatz
- Sockel 5/Sockel 7 mit einem Front Side Bus von 40 bis 75 MHz
- Betriebsspannung (VCore): 3,45 V oder 3,3 V (6x86L: 2,8 V)
- Erscheinungsdatum: Februar 1996
- Fertigungstechnik: 0,65 µm (später 0,35 µm) bei IBM und ST Microelectronics
- Die-Größe: 394 bzw. 225 mm² (169 mm² bei 0,35 µm) bei 3,0 Millionen Transistoren
- Taktraten: 80 MHz bis 150 MHz
  - P90+0: 080 MHz (seltener auch als 6x86-80GP)
  - P100+: 090 MHz
  - P120+: 100 MHz (auch als 6x86-100GP)
  - P133+: 110 MHz
  - P150+: 120 MHz
  - P166+: 133 MHz
  - P200+: 150 MHz